# CAPPI

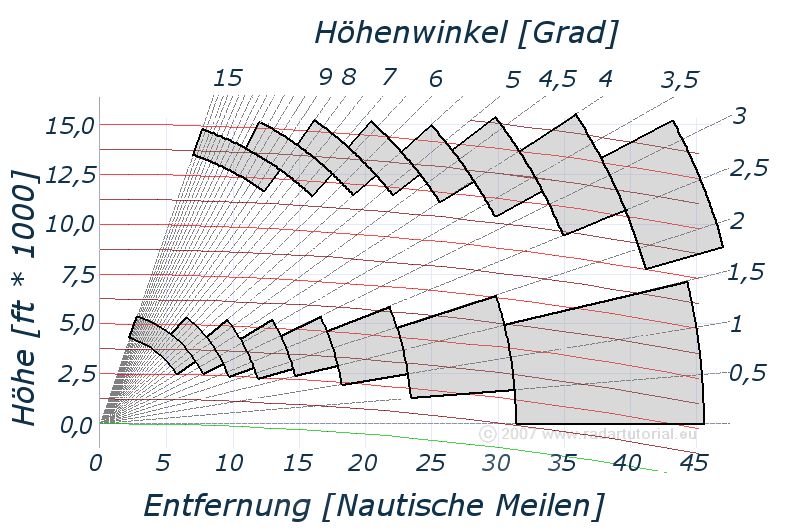
Berechnung eines CAPPI

CAPPI ist ein spezielles Anzeigeformat für ein Wetterradar. Es ist die Abkürzung von Constant Altitude Plan Position Indicator und ist eine horizontale, zweidimensionale Darstellung von Radarmessgrößen in einer bestimmten Höhe oder Altitude. Ein CAPPI wird aus mehreren PPI-Messungen bei verschiedenen Höhenwinkeln (Elevationen) berechnet und interpoliert. Auf einem Plan Position Indicator werden die unterschiedlichen Höhen meist durch Farbvariationen dargestellt. Der Radar-Reflektivitätsfaktor Z und die Niederschlagsrate R werden meist in 14 Klassen unterteilt und farblich angezeigt.
In einem Max-CAPPI (MAXimum-CAPPI) werden Maxima der Daten von CAPPI aus verschiedenen Höhen dargestellt. Die Max-CAPPI-Darstellung dient im Allgemeinen dazu, einen Überblick über das Wettergeschehen zu geben. Dies geschieht einerseits durch eine Vertikal-Maximumprojektion in einem Grundriss, andererseits durch Horizontal-Maximumprojektionen von Süd nach Nord bzw. von West nach Ost in Seitenrissen. In den Seitenrissen gibt die seitliche Skala die Höhe in Kilometer an. In einem Max-CAPPI werden meist Reflektivitäten dargestellt.
Eine weitere dreidimensionale Darstellungsmöglichkeit wird Vol-CAPPI (Volume Constant Altitude Plan Position Indicator) genannt. Die Ansicht ist ähnlich dem Max-Cappi, erlaubt aber im Gegensatz zu diesem eine eindeutige Echozuordnung in allen drei Rissen. Oberhalb des Grundrisses wird ein Aufriss (entspricht einem Zonalschnitt, also einem Seitenriss von Ost nach West) und neben dem Grundriss ein Kreuzriss (entspricht einem Meridionalschnitt, also einem Seitenriss von Nord nach Süd) gezeigt. Mit Hilfe eines Fadenkreuzes lassen sich die Positionen dieser Schnitte beliebig auswählen.

## Literatur

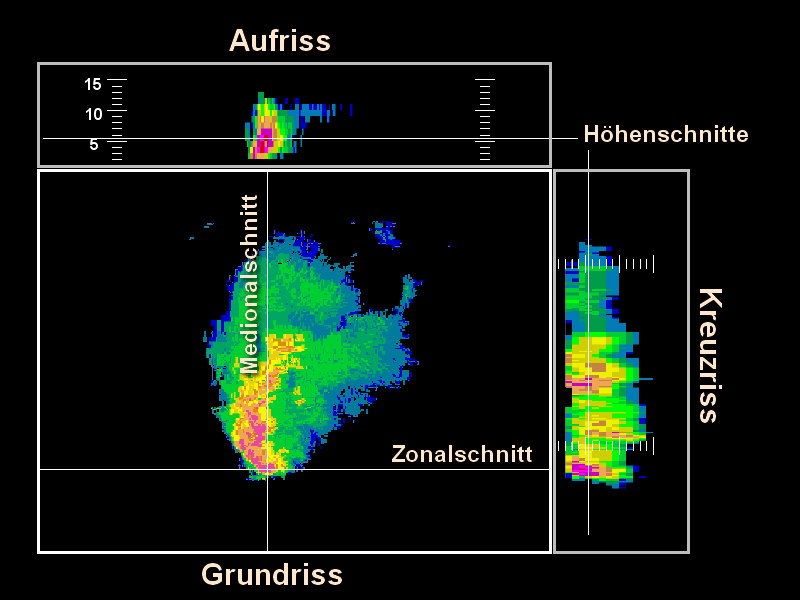
Struktur einer Vol-CAPPI-Anzeige bei einem Wetterradar
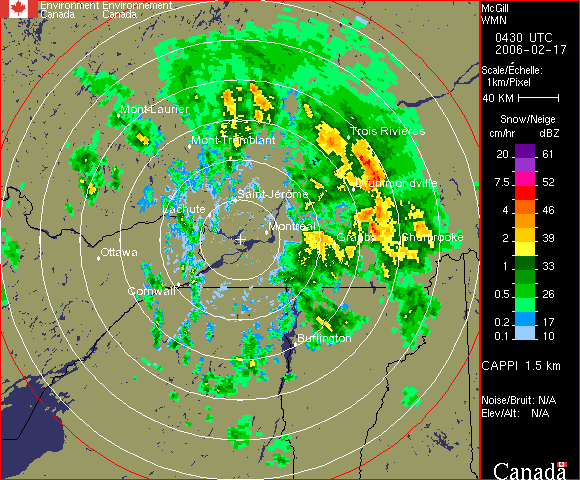
CAPPI mit einer Reflektivitätsanzeige einer Höhe von 1,5 km von Montreal (Environment and Climate Change Canada)
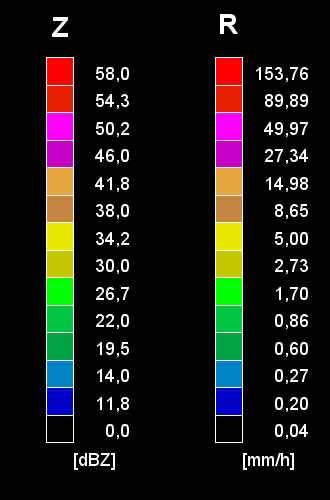
Radar-Intensitätsklassen eines Wetterradars